# Basketbalbond van de Servische Republiek
De Basketbalbond van de Servische Republiek (Servisch: Кошаркашки савез Републике Српске, Košarkaški savez Republike Srpske), bekend onder de afkorting KSRS, is een basketbalbond die basketbalclubtoernooien organiseert, basketbalclubs beheert en het basketbal in de Servische Republiek ontwikkelt . Werkt samen met het Ministerie van Gezin, Jeugd en Sport van de Servische Republiek. Het is een volwaardig lid van de Sportbond van de Servische Republiek en werkt samen met de Servische Basketbalbond.
De Eerste Liga van de Servische Republiek is de tweede basketbalcompetitie in Bosnië en Herzegovina, na de Eerste Liga van Bosnië en Herzegovina.

## Toernooien
De Basketbalbond van de Servische Republiek organiseert basketbalcompetities in het gebied.
- Basketbalbeker van de Servische Republiek
- Meridianbet Eerste Heren Basketbal League van de Servische Republiek[3][4]
- Meridianbet Damesbasketbal Eerste Liga van de Servische Republiek
- Tweede Heren Basketbalcompetitie van de Servische Republiek (Groep "West")
- Tweede Heren Basketbalcompetitie van de Servische Republiek (Groep "Oost")
- Tweede Heren Basketbalcompetitie van de Servische Republiek (Groep "Midden")
- Minicompetitie

## Organisatie
Het bestuur van de federatie is ondergeschikt aan vier basketbalcomités (per regio):
- Banja Luka
- Bijeljina en Bratunac
- Romanija - Herzegovina en Bileća
- Doboj en Modriča